# Resistenza filippina

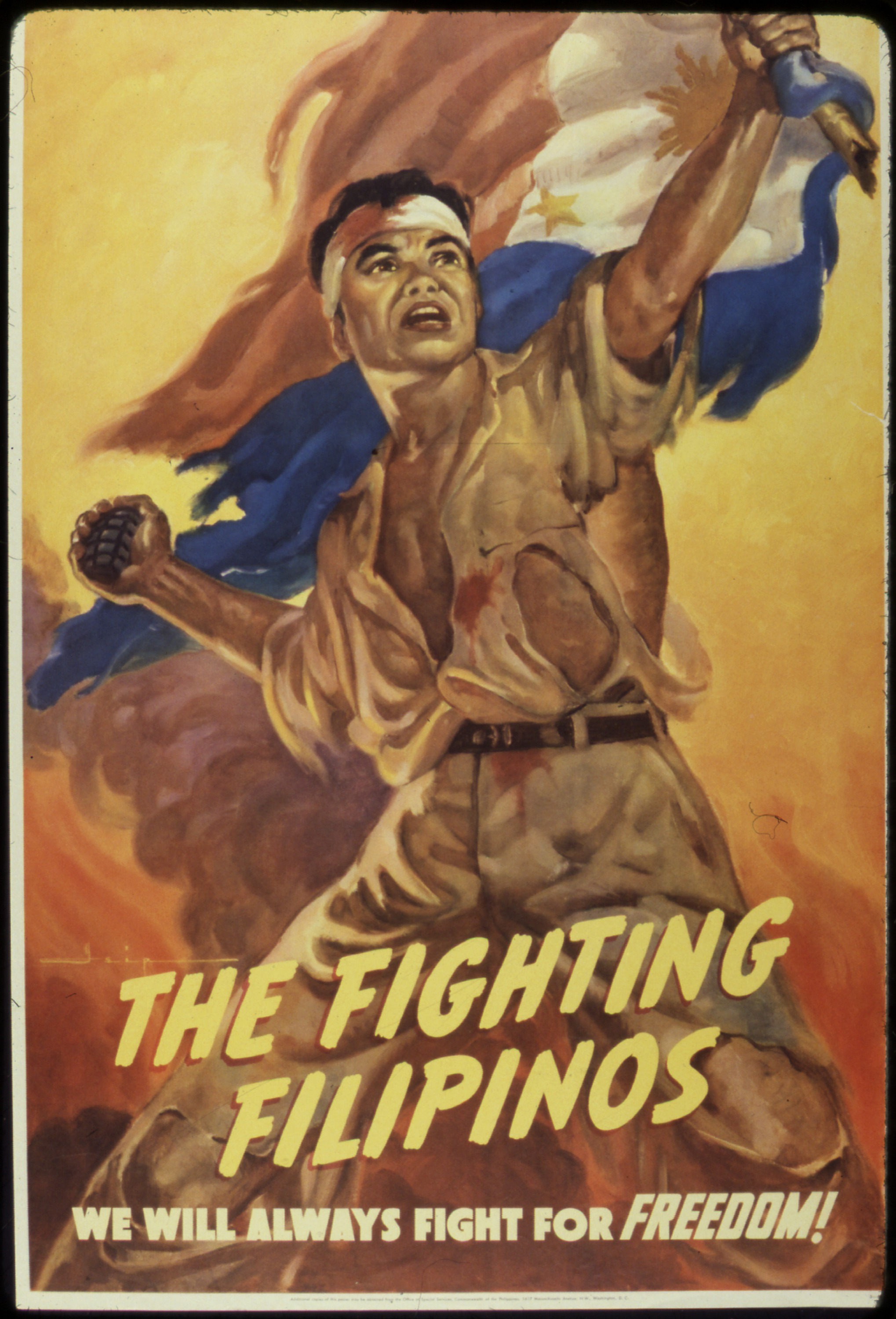
Poster di propaganda rappresentante un membro della Resistenza filippina

Il movimento di resistenza filippino (in tagalog: Kilusan ng Paglaban sa Pilipinas) fu un movimento clandestino, nato nelle Isole Filippine negli anni della seconda guerra mondiale, il cui intento era opporsi all'occupazione militare da parte dell'Impero del Giappone. La resistenza, nel corso degli anni, fece un uso sempre crescente di azioni di guerriglia contro le forze giapponesi, compresa la polizia militare giapponese Kempeitai e i loro collaborazionisti, ossia gli uomini dell'Ufficio del Corpo di polizia della Seconda Repubblica filippina, e un gruppo di militanti filippini, il Makapili, nato con lo scopo di aiutare militarmente i giapponesi. Si stima che i gruppi di guerriglieri arrivarono complessivamente a contare circa 260 000 persone e che quindi le organizzazioni clandestine antigiapponesi fossero molto numerose, a tal punto che, all'arrivo dei soldati statunitensi, i giapponesi controllassero solo dodici delle quarantotto province filippine.
Unità scelte della resistenza furono poi riorganizzate ed equipaggiate in modo da diventare parte dell'Esercito filippino e della Polizia filippina. Al termine della guerra, il Governo degli Stati Uniti garantì ufficialmente delle ricompense economiche alle svariate etnie che combatterono con gli Alleati. Tuttavia, i filippini furono esclusi da tali benefici e furono costretti a perorare la loro causa, finché gli Stati Uniti non riconobbero ufficialmente le ben 277 unità guerrigliere, per un totale di 260 715 individui.

## L'invasione giapponese
L'espansione giapponese nelle isole del Pacifico ebbe inizio il giorno stesso dell'attacco di Pearl Harbor, un raid militare condotto dalla Marina imperiale giapponese contro la base navale statunitense alle Hawaii la mattina del 7 dicembre 1941. L'attacco infatti era un'azione preventiva con lo scopo di tenere occupata la Flotta del Pacifico statunitense, in modo da non interferire con le operazioni militari giapponesi nel sud-est asiatico, nei territori d'oltremare del Regno Unito, dei Paesi Bassi e degli Stati Uniti, tra cui proprio le Filippine.
Subito dopo l'attacco agli Stati Uniti, comandati dal generale Masaharu Homma, i giapponesi colpirono il Commonwealth delle Filippine, bombardando preventivamente, con quarantatré aerei, Tuguegarao e Baguio, nell'isola di Luzon. Le forze giapponesi quindi sbarcarono con rapidità sull'isola dove sorge Batan e, al 17 dicembre, il generale Homma riteneva di aver distrutto la principale forza aerea statunitense nell'arcipelago. Al 2 gennaio 1942, la capitale Manila era sotto controllo giapponese e, per il 9 gennaio, Homma aveva circondato le forze rimanenti nella vicina provincia di Bataan. Per il 9 aprile, le restanti forze filippino-statunitensi furono costrette a ritirarsi da Bataan sull'isola di Corregidor, di fronte alla baia di Manila; i giapponesi poi invasero con successo le isole di Cebu e Panay, rispettivamente il 19 e il 20 aprile. Il 7 maggio 1942, dopo l'ennesimo attacco giapponese all'isola di Corregidor, il generale Jonathan Wainwright annunciò con una trasmissione radio a Manila la resa delle Filippine. Tre giorni dopo, si arrese anche il generale William Sharp, che consegnò l'arcipelago delle Visayas e l'isola di Mindanao.
Prima della resa, terminata la battaglia di Bataan, il 9 aprile 1942 ebbe inizio la marcia della morte di Bataan, durante la quale l'Esercito imperiale giapponese costrinse 60 000 prigionieri filippini e 15 000 statunitensi a marciare dalla penisola di Bataan fino al campo di prigionia, circa 100 km più a nord. Il totale delle vittime dovute alla marcia risulta difficile da stimare, poiché a migliaia fuggirono durante il cammino, anche se molti furono uccisi nel tentativo, e non è noto il numero di vittime negli scontri che ancora erano in corso. Tenuto conto di ciò, approssimativamente tra i 2 500 e i 10 000 filippini e tra i 300 e i 650 statunitensi morirono prima di raggiungere la fine della marcia.

## La resistenza nell'isola di Luzon

### Le forze statunitensi e l'appoggio ai guerriglieri

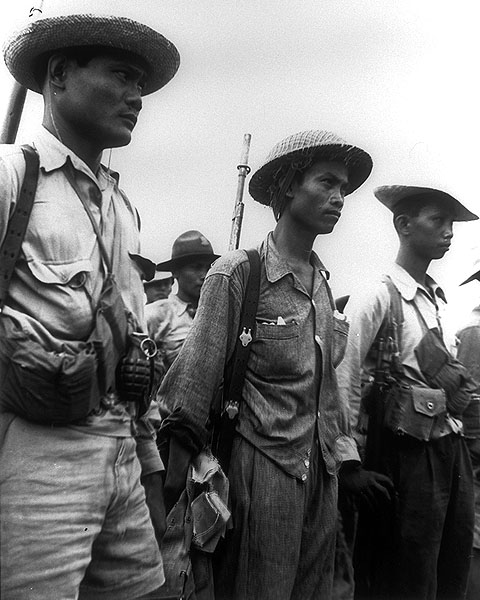
Guerriglieri del capitano Pajota a Cabanatuan

Dopo gli scontri a Bataan e a Corregidor, molti dei fuggitivi si riorganizzarono sulle montagne come guerriglieri, agli ordini del comando dello U.S. Army Forces Far East (USAFFE), le forze armate statunitensi in Estremo Oriente. Un esempio di questi gruppi è quello di cui fece parte il futuro presidente delle Filippine, Ramón Magsaysay, unità che inizialmente si occupò di rifornimenti e intelligence e che, dopo la resa del maggio 1942, radunò uomini fino a raggiungere le 10 000 unità per la fine della guerra. Un'altra celebre unità fu la Hunters ROTC che operò nell'area meridionale dell'isola di Luzon, prevalentemente vicino a Manila. Venne creata a seguito della chiusura dell'Accademia militare filippina nei primi giorni d'occupazione, quando il cadetto Terry Adivoso si rifiutò di seguire l'ordine impartito a tutti i cadetti, ossia di fare ritorno alle proprie case, iniziando a radunare altri studenti dell'Accademia per organizzare operazioni clandestine anti-giapponesi. Circa 300 cadetti, non potendo unirsi alle forze statunitensi a causa della loro giovane età, vi si unirono per contribuire agli sforzi bellici nella campagna di Bataan. Inizialmente gli Hunters svolsero le operazioni con un altro gruppo di guerriglieri, chiamati Marking's Guerrillas, i quali si stavano occupando di eliminare le spie giapponesi tra la popolazione. Guidati da Miguel Ver, gli Hunters assaltarono lo Union College di Manila, già in mani giapponesi, impossessandosi di 130 fucili Enfield. Tutti questi guerriglieri furono indispensabili nella liberazione dell'arcipelago, dando informazioni d'intelligence fondamentali alle forze statunitensi del generale Douglas MacArthur, prendendo anche parte a numerosi scontri armati, come il raid su Los Baños.

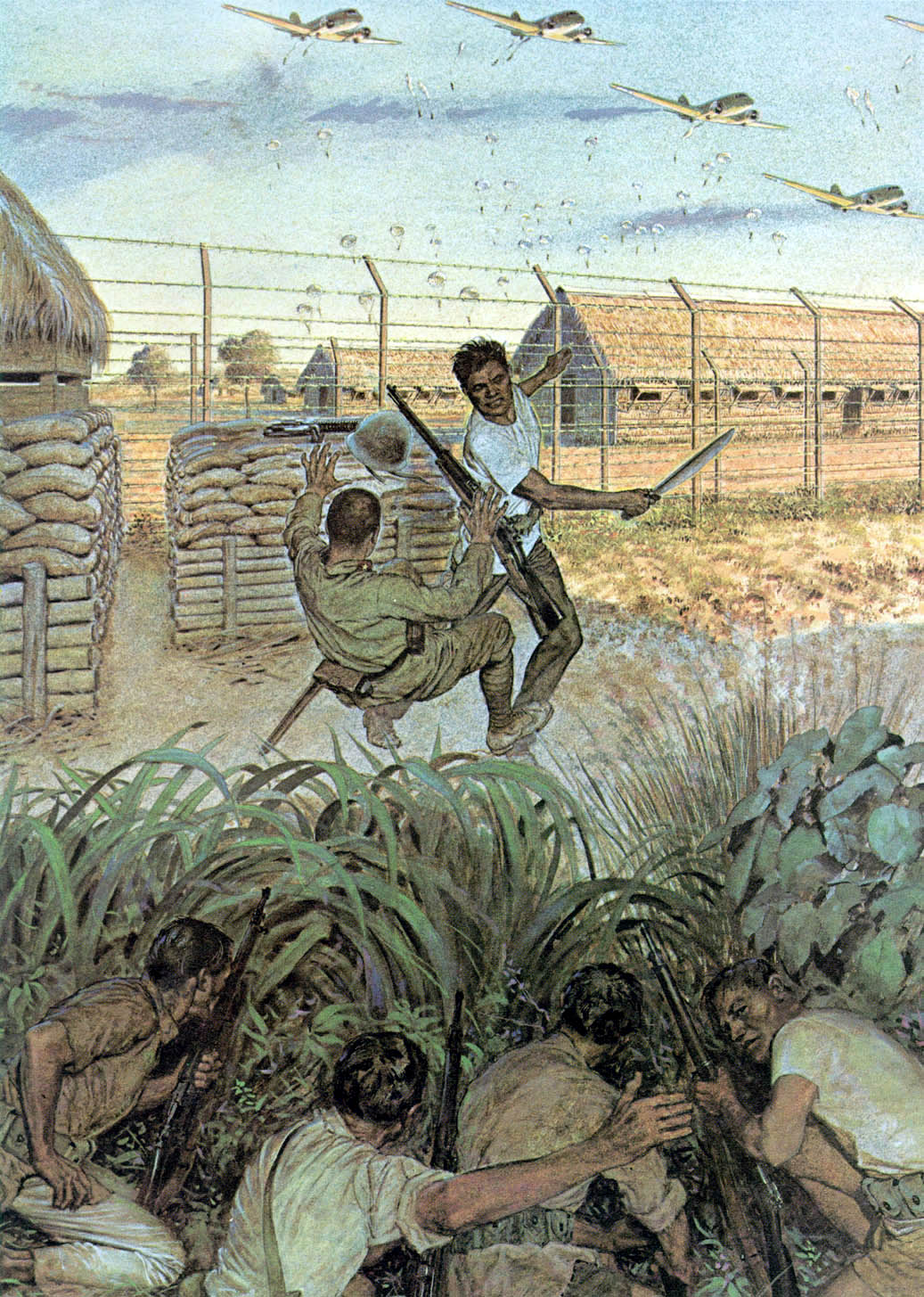
Rappresentazione di un guerrigliero filippino che disarma un soldato giapponese durante il raid a Los Baños

Nel luglio 1942, il Comando alleato del Pacifico sud-occidentale venne messo a conoscenza della formazione di movimenti di resistenza nelle Filippine occupate, tramite comunicazioni via radio con le quali i filippini cercarono di prendere contatto con gli Alleati. A fine 1942, tali comunicazioni erano state trasmesse fino a raggiungere l'Australia, confermando al Comando l'esistenza di una Resistenza filippina. A dicembre, gli Alleati inviarono nell'arcipelago il capitano filippino Jesús A. Villamor per prendere contatto con le organizzazioni guerrigliere e sviluppare una fitta rete d'intelligence, oltre a prendere contatti con ciò che restava del Governo della Seconda Repubblica filippina. Venne successivamente inviato il tenente comandante Charles Thomas Parsons Jr., il quale giunse nelle Filippine a inizio 1943 per valutare i leader dei guerriglieri e stabilire con loro comunicazioni e rifornimenti con il Comando alleato. Grazie al lavoro della Sezione regionale delle Filippine dell'Allied Intelligence Bureau, l'ufficio d'intelligence congiunto degli Alleati, questi riuscirono a inviare agenti operativi ed equipaggiamento nell'arcipelago, spesso tramite sottomarini, per rifornire e assistere i guerriglieri. Dalla metà del 1943, tale organizzazione di supporto venne migliorata, con la formazione del 5217º Battaglione da ricognizione, ampiamente formato da volontari filippino-statunitensi del 1º e del 2º Reggimento di fanteria filippini, creati in California.
Nella provincia di Nueva Ecija, nel gennaio 1945, i guerriglieri guidati da Juan Pajota ed Eduardo Joson protessero da un contrattacco giapponese i Ranger statunitensi impegnati nel raid a Cabanatuan, un'operazione ideata per recuperare dei prigionieri di guerra statunitensi. Per questa azione, Pajota, Joson e i guerriglieri filippini ricevettero dal Governo degli Stati Uniti la Stella di bronzo al valore militare. Tra queste unità di guerriglieri, spiccava la Blue Eagles, specializzata nell'identificazione di campi minati e tiratori scelti nemici, nonché nella caccia alle spie giapponesi mescolate tra la popolazione civile.
La risposta giapponese alle azioni di guerriglia nell'isola di Luzon fu ampia e brutale, con l'Esercito imperiale, la Kempeitai e i collaboratori filippini che davano costantemente la caccia ai membri della resistenza e a chiunque fosse loro associato. Un esempio fu ciò che avvenne a Wenceslao Vinzons, leader del movimento di resistenza nella regione di Bicol. Dopo essere stato tradito da un collaborazionista, Vinzons fu torturato per ottenere informazioni sul suo movimento. Compreso che non avrebbe ceduto, i giapponesi lo uccisero trafiggendolo con una baionetta, assieme al padre, alla sorella, alla moglie e ai due figli.

### La resistenza comunista

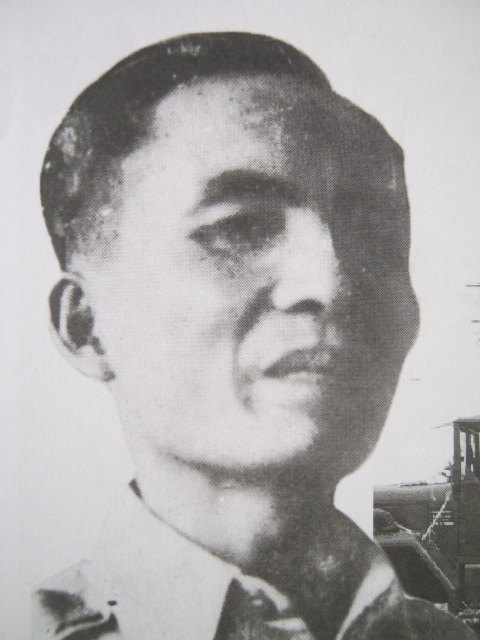
Luis Taruc, leader dell'Hukbalahap

Come deciso nel marzo 1942, il gruppo comunista dell'Hukbalahap era nato per essere parte di un ampio fronte unito di resistenza all'occupazione giapponese delle Filippine. L'intento originale del movimento è riflesso nel suo nome, Hukbong Bayan Laban sa mga Hapon, ossia "Esercito popolare contro i giapponesi" (abbreviato Huk-Ba-La-Hap), e nello slogan adottato: "Contro i giapponesi prima di ogni altra cosa". Il Comitato Militare era a capo della struttura del movimento ed era incaricato di dirigere la campagna di guerriglia e, successivamente al termine della guerra, guidare la rivoluzione comunista che avrebbe dovuto prendere il potere nel Paese. A capo dell'Hukbalahap fu nominato Luis Taruc, leader comunista di un'organizzazione di contadini della provincia di Pampanga, che ne divenne il primo comandante con il soprannome di "El Supremo".
Gli Huk cominciarono la loro attività anti-giapponese con circa 500 uomini. Ottennero armi e munizioni scambiandole con abiti civili consegnati a soldati filippini sfuggiti alla disfatta nella battaglia di Bataan e a disertori della polizia. Gli Huk ebbero però più difficoltà a reclutare nuove leve, poiché dovevano competere con movimenti di resistenza che avevano il pieno appoggio degli Stati Uniti, che potevano contare su ricognizioni complete in tutto l'arcipelago, che avevano leader militari addestrati e un organizzato sistema di comando e logistico. Gli Huk scesero comunque in campo con i loro cinquecento uomini, seppur non tutti fossero equipaggiati con un'arma; nonostante diverse battute d'arresto da parte dei giapponesi e il supporto non entusiasta degli statunitensi, riuscirono ad alimentare le loro file per numero ed efficienza per tutta la guerra, diventando un'unità ben addestrata e altamente organizzata composta da 15 000 combattenti. Vi sono fonti secondo cui gli Huk attaccarono anche altre unità di guerriglieri non comuniste e si conterebbero 20 000 vittime non giapponesi perite per mano loro.

### La resistenza cinese
Tra i movimenti di resistenza nell'isola di Luzon vi era anche il Wha-Chi (華支S, HuázhīP), composto da filippino-cinesi e immigrati dalla Cina. Questo gruppo venne fondato dall'Unione Generale dei Lavoratori Cinesi nelle Filippine, il braccio locale del Partito Comunista Cinese, e raggiunse i 700 elementi. Fino al 1943, il Wha-Chi servì al comando dell'Hukbalahap, dopodiché iniziarono ad agire in autonomia, supportati anche dai guerriglieri pro-Stati Uniti.

## La resistenza nell'arcipelago delle Visayas
Diversi gruppi di guerriglieri nacquero anche nell'arcipelago centrale delle Visayas. Proprio come quelli di Luzon, molti erano stati precedentemente addestrati dagli statunitensi in vista di un'eventuale invasione dei giapponesi. I guerriglieri infatti si adoperarono intensamente anche dopo la resa della guarnigione americana.
Un risultato significativo ottenuto nelle Visayas fu il ritrovamento, nel marzo 1944, dei "Koga Papers" da parte dei guerriglieri cebuani del tenente colonnello James M. Cushing. Dal nome dell'ammiraglio Mineichi Kōga, questi documenti contenevano piani di battaglia e strategie difensive vitali per la Marina imperiale giapponese, nome in codice "Operazione Z". In essi erano indicate informazioni sulla forza complessiva delle unità aeronavali giapponesi e, di ancor maggiore importanza, l'evidenza che il Giappone aveva intuito l'idea iniziale di MacArthur di invadere le Filippine a cominciare dall'isola di Mindanao. I documenti finirono in mani alleate dopo che l'idroplano di Koga, mentre era in viaggio per Davao, si schiantò sulla costa di fronte a San Fernando, uccidendo anche l'ammiraglio stesso. Tra i sopravvissuti, i guerriglieri catturarono dodici alti ufficiali tra cui il capo dello stato maggiore della Flotta Combinata, il viceammiraglio Shigeru Fukodome. I giapponesi diedero una caccia spietata a questi guerriglieri per liberare i loro uomini, bruciando sia villaggi sia civili detenuti. I cebuani furono così costretti a rilasciare i prigionieri per mettere fine alle aggressioni, ma i documenti, ritrovati all'insaputa dei giapponesi da un pescatore, furono comunque consegnati agli Alleati in Australia da un sommergibile. Venuti a conoscenza della situazione giapponese e della loro intuizione sull'invasione delle Filippine, MacArthur dovette spostare la prima fase dell'assalto da Mindanao a Leyte; le informazioni presenti nei documenti risultarono inoltre utili nella battaglia del Mare delle Filippine.

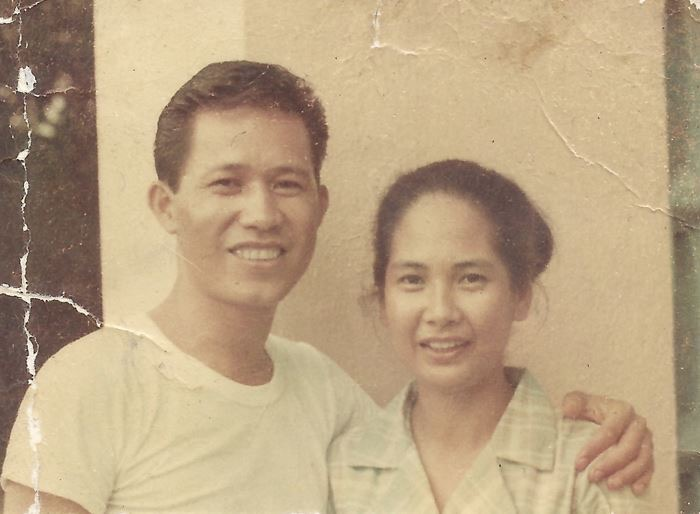
Il capitano Nieves Fernandez con il marito nel 1944

A Tacloban si formò un gruppo di guerriglieri di etnia waray, un sottogruppo etnico dei bisaya, guidati da un'ex insegnante, Nieves Fernandez. Fernandez addestrò intensamente i suoi uomini nel combattimento e nella realizzazione di armi improvvisate, oltre a guidarli in battaglia in prima persona. Con appena 110 uomini, riuscì a eliminare 200 giapponesi durante il periodo di occupazione. L'Esercito giapponese mise pure una taglia di 10 000 pesos su di lei, ma non riuscì mai a catturarla. Oltre agli uomini di Fernandez, vi erano altri gruppi di guerriglieri nell'isola di Leyte, il principale dei quali, il Black Army, era guidato da Ruperto Kangleon, un ex-militare filippino; il gruppo fu in grado di respingere i giapponesi dall'entroterra isolano fino alla costa meridionale. Furono inoltre informatori per i leader statunitensi come Wendell Fertig, a guida e supporto della resistenza filippina, contribuendo anche allo sbarco alleato e alla conseguente battaglia di Leyte. I guerriglieri non solo si opposero ai giapponesi ma aiutarono anche i civili dell'isola. Nel suo libro The Hidden Battle of Leyte: The Picture Diary of a Girl taken by Japanese Military, Remedios Felias, ex donna di conforto, racconta di come i guerriglieri salvarono la vita a molte giovani donne abusate o a rischio di violenza da parte dei giapponesi. Nel suo racconto della battaglia di Burauen, narra di come i guerriglieri riuscirono a eliminare le unità giapponesi in diversi villaggi e municipalità, salvando così molte vite.
Al di là delle attività di resistenza, queste unità parteciparono attivamente alle battaglie di liberazione delle Filippine. Nell'isola di Cebu, guerriglieri e irregolari, agli ordini di James Cushing e Basilio Valdes diedero il loro supporto nella battaglia di Cebu, catturando inoltre il generale Takeo Manjom e 2 000 soldati giapponesi. I guerriglieri di Panay, agli ordini del colonnello Macario Peralta supportarono gli statunitensi nella presa del distretto del campo d'aviazione nella battaglia delle Visayas. Il maggiore Ingeniero comandò le forze guerrigliere della provincia di Bohol, le quali risultano aver catturato l'avamposto giapponese sull'isola perdendo solo sette uomini.

## La resistenza nell'isola di Mindanao
Nell'isola di Mindanao prevalentemente vive il gruppo etnico musulmano dei moro che in precedenza si era sempre opposta, anche con le armi, all'influenza statunitense nelle Filippine, ma che vedevano nell'invasione giapponese una minaccia ancora peggiore alla loro cultura e religione. Tra questi vi era il sultano Jainal Abirin II di Sulu, il Sultanato dei tausug e i moro di Maranao che vivevano attorno al lago Lanao ed erano guidati dalla Confederazione dei sultanati a Lanao, presieduta da Salipada Pendatun. Un'altra unità di guerriglieri moro, il Battaglione Moro-Bolo guidato da Gumbay Piang, era formato da 20 000 combattenti, cristiani e musulmani, che, come suggerisce il nome, utilizzavano pugnali bolo e kriss. Il maggiore giapponese Hiramatsu, un ufficiale della propaganda, tentò di convincere Busran Kalaw di Maranao a unirsi ai "fratelli orientali". Kalaw inviò una risposta che spinse il maggiore a inviare dei soldati giapponesi ad attaccarlo, i quali però furono massacrati tutti. Gli attacchi suicidi che prima colpivano filippini, spagnoli e statunitensi, ora si concentrarono contro i giapponesi usando sia i tradizioni metodi, colpendo e fuggendo, sia cariche esplosive. I giapponesi temevano di essere attaccati dalla resistenza, così al primo sospetto uccidevano i civili e devastavano le proprietà. Durante il periodo d'occupazione, i moro non si allearono con gli altri gruppi filippini e non desiderarono l'aiuto statunitense. Al contrario, in molti casi li attaccarono indiscriminatamente, specialmente dopo la caduta di Corregidor e anche dopo la tregua stabilita con Wendell Ferig a metà 1943. Furono ritenuti responsabili di diversi atti di crudeltà durante la guerra, come avvenuto nei confronti di immigrati giapponesi che vivevano nell'isola di Mindanao già da prima del conflitto. Il loro stesso leader, Busran Kalaw, avrebbe detto di aver "combattuto sia gli statunitensi, sia i filippini, sia i giapponesi" e che avrebbe tolto la vita a diversi agenti statunitensi e filippini, come a molti occupanti giapponesi. Nonostante tutto, gli statunitensi rispettarono il successo dei moro. Uno dei loro soldati, finito prigioniero dei nipponici, Herbert Zincke, scrisse nel suo diario segreto che i giapponesi che lo sorvegliavano e gli altri prigionieri erano terrorizzati dai guerrieri moro e cercavano di stare alla larga il più possibili da loro, per evitare di essere attaccati. Il capitano statunitense Edward Kraus consigliò i guerriglieri moro per un piano che prevedeva la cattura di un campo d'aviazione vicino al lago Lanao prima di respingere i giapponesi fuori dalle Filippine. Il leader moro Pino fece tagliare le orecchie ai giapponesi e li scambiò con il colonnello Fertig, un paio di orecchie per un proiettile e venti penny.

## I riconoscimenti
(Generale Douglas MacArthur)

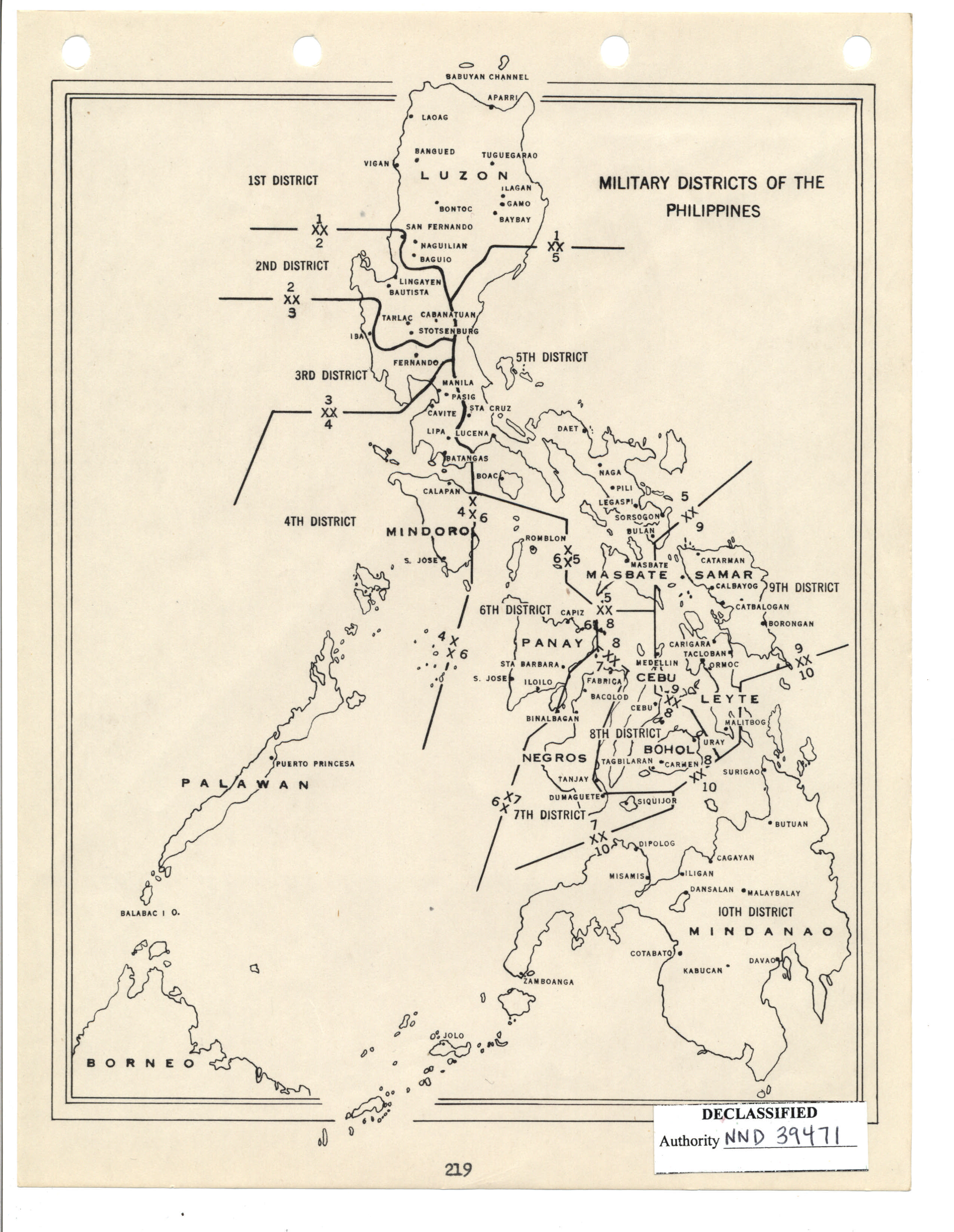
I dieci distretti militari che gli Stati Uniti riconoscevano nelle Filippine

Complessivamente, il movimento guerrigliero di resistenza filippino ebbe successo contro l'occupazione giapponese. Delle quarantotto province filippine, solo dodici erano totalmente controllate dai nipponici. Molte di queste, nell'isola di Mindanao, erano già state liberate dai moro quando giunsero gli statunitensi, così come le principali isole delle Visayas, Cebu, Panay e Negros, liberate dai guerriglieri filo-americani che per tutta l'occupazione non avevano mai perso la speranza nell'intervento degli Stati Uniti. Il loro compito infatti era di resistere alla presenza giapponese e, nel contempo, prepararsi al ritorno delle forze statunitensi con cui poterono liberare il resto dell'arcipelago.
Dopo la guerra, i Governi statunitense e filippino ufficialmente riconobbero lo sforzo di alcune unità e persone che combatterono contro i giapponesi, concedendo loro i benefici propri dei veterani, seppur non tutti furono riconosciuti come tali. Di oltre 1 000 unità che si proclamarono gruppi di resistenza, solo 277 furono riconosciuti. In tutto, furono riconosciuti 260 715 guerriglieri su oltre 1.300.000 richieste. Inoltre, tali riconoscimenti furono dati solo ai guerriglieri e veterani che servirono il Commonwealth delle Filippine, quindi furono escluse le brigate degli huk e i moro. L'esperienza acquisita in questi anni con i guerriglieri filippini dagli ufficiali dell'Esercito statunitense Wendell Fertig, Russel W. Volckmann e Donald Blackburn fu incorporata in ciò che poi divennero le Forze speciali degli Stati Uniti.
Nel 1944, tra i soldati stranieri che contribuirono allo sforzo bellico statunitense solamente ai filippini erano stati negati i benefici del GI Bill of Rights, atto legislativo che avrebbe dovuto dare tali benefici a tutti coloro che avevano servito nelle Forze armate statunitensi indipendentemente dall'etnia, dal colore della pelle e dalla nazionalità. Sessantasei Paesi furono presi in considerazione, ma le Filippine furono escluse, considerando i filippini come "veterani di seconda classe". Nel 1946, con il Rescission Act alcuni di loro furono ufficialmente riconosciuti come guerriglieri, ma solo coloro che avevano subito ferite molto gravi o erano rimasti invalidi. L'unico beneficio che all'epoca gli Stati Uniti potevano dare fu l'Immigrant Act, che rese più facile agli ex soldati o guerriglieri filippini che servirono durante la seconda guerra mondiale il conseguimento della cittadinanza statunitense. Fu solo nel 1996 che i filippini iniziarono a ricevere un effettivo riconoscimento dal Governo degli Stati Uniti. Nel 2013 il futuro membro della Camera dei Rappresentanti, Colleen Hanabusa, propose una legge per premiare i veterani filippini con una medaglia d'oro del Congresso, legge poi nota come Filipino Veterans of World War II Congressional Gold Medal Act. La proposta fu poi sottoposta al Comitato per i Servizi finanziari e a quello per l'Amministrazione della Camera. Anche il Governo filippino ha emanato leggi per dare dei benefici agli ex membri della resistenza.
I guerriglieri filippini furono elogiati anche nei film di Hollywood, come Gli eroi del Pacifico, I guerriglieri delle Filippine e The Great Raid - Un pugno di eroi. Anche film filippini e giapponesi resero loro omaggio, come ad esempio Fuochi nella pianura. Sono stati inoltre eretti diversi monumenti per commemorare le azioni dei guerriglieri filippini. Tra questi vi è il Memoriale agli Eroi filippini e una statua di bronzo a Corregidor, il Memoriale a Luis Taruc a San Luis, l'Altare Nazionale a Iloilo, per commemorare il 6º Distretto militare che liberò le province di Panay, Romblon e Guimaras, nonché un altro altare nella provincia di La Union. Infine, nel Libingan ng mga Bayani ("Cimitero degli Eroi"), dove sono sepolti molti eroi nazionali filippini, è stato posto un monumento in ricordo dei molti guerriglieri filippini, rimasti anonimi, che combatterono durante l'occupazione.